# 上海市科普基地
上海市科普基地是对上海市范围内符合一定标准的科普场馆的称呼，是指由上海市科学技术委员会认定的，面向社会公众普及科学技术知识、倡导科学方法、传播科学思想、弘扬科学精神的活动场所。
截至2024年，上海市科普基地共305家，包括57家示范性科普场馆、213家基础性科普基地和35家青少年科学创新实践工作站。

## 历史沿革
1999年，中国科协开始在全国推进全国科普教育基地的创建工作，中华人民共和国也于2002年发布了《中华人民共和国科学技术普及法》。2004年中国科学技术协会提出了《全国科普教育基地标准（2004修订）》，上海市科学技术协会也开始在上海市推进科普场馆的建设，并由上海市科普教育基地联合会于2006年8月31日发布《上海市科普教育基地标准。
2008年，上海市科普工作联席会议办公室设立专题性科普场馆和基础性科普教育基地及其认定标准。
2014年，增设综合性科普场馆。
2019年，取消专题性科普场馆和综合性科普场馆，增设示范性科普场馆（其认定条件与原专题性场馆相同）和青少年科学创新实践工作站。

## 分类

### 基础性科普基地
基础性科普基地是指围绕科学技术知识、科学方法、科学思想、科学精神的有关普及点开展科普宣传和展示，提供基本科普服务的科普基地。

### 示范性（专题性）科普场馆
示范性科普场馆是指面向学科和行业领域，主要或专门从事科学普及工作，对全市科普发展具有示范、带动和辐射作用的科普基地。

### 综合性科普场馆
综合性科普场馆是指涵盖多个学科和行业领域、专门从事科学普及工作的科普基地。

### 青少年科学创新实践工作站
青少年科学创新实践工作站是指面向青少年，重点培育创新精神，提升创新实践能力的科普基地。